# Талантливият мистър Рипли
„Талантливият мистър Рипли“ (на английски: The Talented Mr. Ripley) е американски психологически трилър от 1999 г. на режисьора Антъни Мингела с участието на Мат Деймън, Джъд Лоу, Гуинет Полтроу, Кейт Бланшет. Филмът е адаптация по едноименния роман на Патриша Хайсмит от 1955 г.

## В ролите
- Мат Деймън като Том Рипли
- Гуинет Полтроу като Мардж Шерууд
- Джъд Лоу като Дики Грийнлииф
- Кейт Бланшет като Мередит Лог
- Филип Сиймур Хофман като Фреди Майлс
- Джак Дейвънпорт като Питър Смит-Кингсли
- Джеймс Ребхорн като Хърбърт Грийнлииф
- Серджо Рубини като инспектор Роверини
- Филип Бейкър Хол като Алвин Маккарън
- Силия Уестън като леля Джоан
- Ивано Марескоти като Верекия, полковник на карабинерите

## Награди и номинации
| Категория                                  | Номиниран(и)                          | Резултат                |
| Оскар (26 март 2000 г.)                    | Оскар (26 март 2000 г.)               | Оскар (26 март 2000 г.) |
| ------------------------------------------ | ------------------------------------- | ----------------------- |
| Най-добри декори                           | Най-добри декори                      | номинация               |
| Най-добри костюми                          | Най-добри костюми                     | номинация               |
| Най-добър адаптиран сценарий               | Антъни Мингела                        | номинация               |
| Най-добра филмова музика                   | Габриел Яред                          | номинация               |
| Най-добра поддържаща мъжка роля            | Джуд Лоу                              | номинация               |
| Награда на БАФТА (9 април 2000 г.)         |                                       |                         |
| Най-добър актьор в поддържаща роля         | Джуд Лоу                              | награда                 |
| Най-добър филм                             | Най-добър филм                        | номинация               |
| Най-добра режисура                         | Антъни Мингела                        | номинация               |
| Най-добър адаптиран сценарий               | Антъни Мингела                        | номинация               |
| Най-добра кинематография                   | Джон Сийл                             | номинация               |
| Най-добра филмова музика                   | Габриел Яред                          | номинация               |
| Най-добра актриса в поддържаща роля        | Кейт Бланшет                          | номинация               |
| Златен глобус (23 януари 2000 г.)          |                                       |                         |
| Най-добър филм – драма                     | Най-добър филм – драма                | номинация               |
| Най-добър режисьор                         | Антъни Мингела                        | номинация               |
| Най-добра филмова музика                   | Габриел Яред                          | номинация               |
| Най-добър актьор в драматичен филм         | Мат Деймън                            | номинация               |
| Най-добър актьор в поддържаща роля         | Джуд Лоу                              | номинация               |
| Сателит (16 януари 2000 г.)                |                                       |                         |
| Най-добър филм – драма                     | Най-добър филм – драма                | номинация               |
| Най-добър филмов монтаж                    | Най-добър филмов монтаж               | номинация               |
| Най-добър режисьор                         | Антъни Мингела                        | номинация               |
| Най-добър адаптиран сценарий               | Антъни Мингела                        | номинация               |
| Най-добра кинематография                   | Джон Сийл                             | номинация               |
| Най-добър актьор в поддържаща роля в драма | Джуд Лоу                              | номинация               |
| Сатурн (6 юни 2000 г.)                     |                                       |                         |
| Най-добър екшън или приключенски филм      | Най-добър екшън или приключенски филм | номинация               |
| Най-добър актьор в поддържаща роля         | Джуд Лоу                              | номинация               |
| Емпайър (19 февруари 2001 г.)              |                                       |                         |
| Най-добър британски актьор                 | Джуд Лоу                              | номинация               |

## Предишни екранизации
През 1960 г. романът е екранизиран във филма „Под яркото слънце“ („Plein soleil“) с участието на Ален Делон и Морис Роне.

## Дублажи

### Медиа Линк/bTV/
| Преводач            | Деляна Стоянова                                                          |
| Режисьор на дублажа | Милена Манчева                                                           |
| Тонрежисьор         | Стамен Янев                                                              |
| Озвучаващи артисти  | Елена Русалиева Лиза Шопова Светломир Радев Мартин Герасков Чавдар Монов |

### Диема Вижън /KinoNova/
| Преводач            | Миряна Мезеклиева                                                                           |
| Режисьор на дублажа | Димитър Кръстев                                                                             |
| Тонрежисьор         | Димитър Кукушев                                                                             |
| Озвучаващи артисти  | Йорданка Илова Таня Димитрова Петя Абаджиева Силви Стоицов Светозар Кокаланов Ивайло Велчев |

## Източницни
1. 1 2  www.boxofficemojo.com //  Box Office Mojo.   Посетен на 14 февруари 2021 г.